# Avarsko-andodidojski narodi
Avarsko-anodidojski narodi, jedna od tri glavne podgrupe dagestanskih naroda u području sjeveroistočnog Kavkaza, koju čini zajedno s laksko-darginskim i lezginskim narodima, i pripada porodici Sjeveroistočnih kavkaskih ili nahsko-dagestanskih naroda. Ovoj grupi naroda pripadaju malene zajednice Tindali, Andinci, Karatinci, Hvaršini, Didojci ili Cezi, Avarci, Ahvahci, Bagulali, Bežtinci, Botlihi ili Botlihci (Ботлихцы), Godoberinci, Ginuhci, Gunzibci i Čamalali.